# Chloranthaceae
Chloranthaceae је примитивна фамилија скривеносеменица, која обухвата 4 рода и око 75 врста зељастих или дрвенастих биљака. Биљке ове фамилије расту у тропским и суптропским областима Мадагаскара, Азије, Океаније и Америка. 

## Различити системи класификације фамилије
Кронквистов систем (1981)
ред 
поткласа 
класа 
раздео 
Торнов систем (1992)
ред 
надред 
поткласа 
класа 
Далгренов систем 
посебан ред Chloranthales
надред 
поткласа 
класа 